# Apium australe
Apium australe is een plantensoort uit de schermbloemenfamilie (Apiaceae). Het is een overblijvende plant. De plant wordt tot 60 centimeter hoog. De witte schermbloemen zijn zelfbestuivend en worden bestoven door vliegen.
De plant is zouttolerant en groeit met name in vochtige kustgebieden.
De plant heeft een verspreiding in kwelder- en zoute habitats van het zuiden van Zuid-Amerika. Hij groeit ook op de Falklandeilanden.

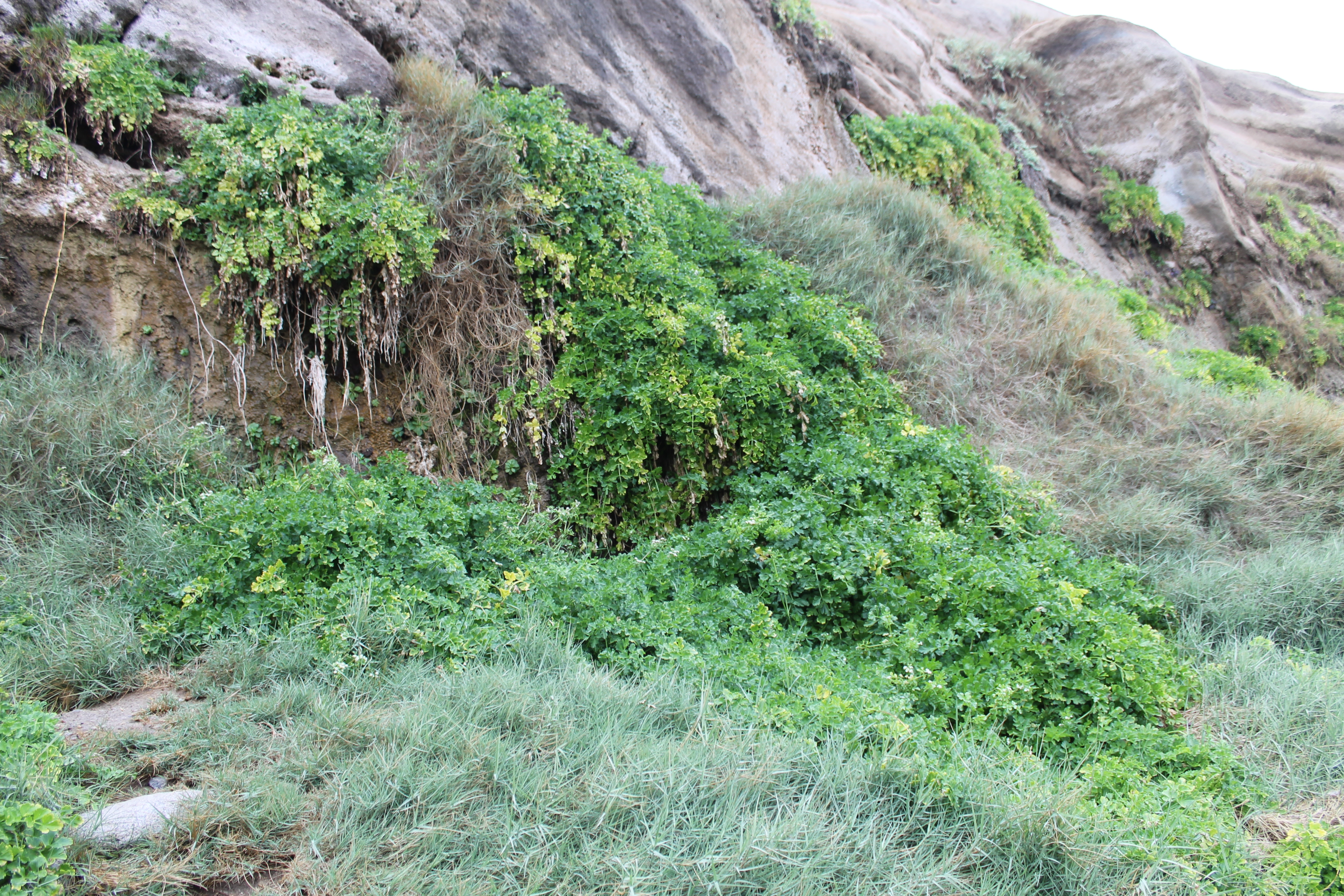
Plant in zijn natuurlijke omgeving.

Tijdens de eerste rondvaart om de wereld maakte de expeditie van Ferdinand Magellaan in de Sardienenbaai (de huidige Bahía Fortescue) kennis met deze sterk naar selderij ruikende plant. Ze consumeerden de stengels en de wortels en maakten grote hoeveelheden ervan in met azijn. Dankzij deze beslissing stierven tijdens de oversteek van de Pacifische Oceaan slechts een tiental van de 166 bemanningsleden aan scheurbuik, een ziekte die op latere overtochten een veel grotere tol zou eisen.

## Voetnoten
1. ↑  Romain Bertrand, Qui a fait le tour de quoi? L'Affaire Magellan, 2020, p. 48
2. ↑  Romain Bertrand, Qui a fait le tour de quoi? L'Affaire Magellan, 2020, p. 53

... · 
A. graveolens (Selderij) · 
A. graveolens var. dulce (Bleekselderij) · 
A. graveolens var. rapaceum (Knolselderij) · 
A. graveolens var. secalinum (Snijselderij) · 
A. inundatum (Ondergedoken moerasscherm) · 
A. nodiflorum (Groot moerasscherm) · 
A. repens (Kruipend moerasscherm) · 
...